# Герб Віньковецького району
Герб Віньковецького району — офіційний символ Віньковецького району, затверджений 20 лютого 2004 р. рішенням сесії районної ради. Автор Філіпович Валентин Дмитрович

## Опис
Щит із золотою облямівкою перетятий пурпуровою балкою на лазурове і зелене поля. У центрі щита золотий сніп, перев'язаний перевеслом. На верхній частині золоте шістнадцятипроменеве сонце з людським обличчям. З боків щит обрамлено яблуневими гілками з червоними яблуками та листям. Над щитом - стрічка з написом "Віньковецький район".